# Naukratis

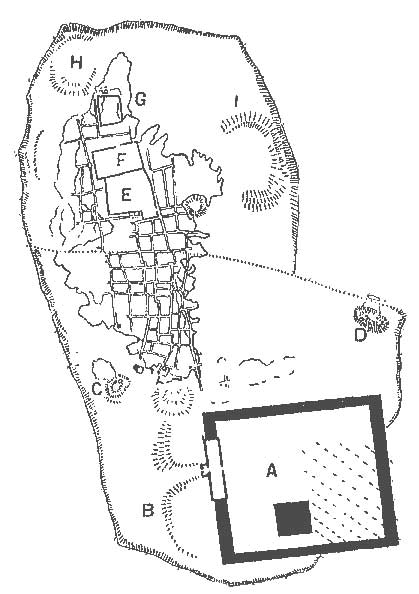
Plan miasta Naukratis

Naukratis – jedyna grecka kolonia w Egipcie faraonów.
Miasto założono w końcu VII lub na początku VI wieku p.n.e., w delcie Nilu, nad jego zachodnią odnogą, ok. 70 km od wybrzeża morza. Założycielami miasta, a w początkowym okresie istnienia – emporium handlowego, byli koloniści z greckiego Miletu, którzy uzyskali pozwolenie i przywileje od Psametyka II i Ahmose II. Naukratis było zamieszkane wyłącznie przez Greków i pełniło funkcję pośrednika między Egiptem a światem helleńskim. Grekom mieszkającym w Naukratis nie wolno było zawierać małżeństw z Egipcjankami. Faraon Ahmose II (570–526 p.n.e.) w 560 p.n.e. wydał rozporządzenie, na mocy którego wszelki handel między Grekami a Egipcjanami mógł się odbywać wyłącznie w Naukratis. Monopol na handel posiadało zapewne do okresu perskiego, a prawdopodobnie nawet do założenia Aleksandrii, kiedy to straciło na znaczeniu i upadło. Greccy kupcy nabywali od Egipcjan głównie biżuterię, wonności, luksusowe lniane tkaniny, lekarstwa, papirus i pszenicę.
W mieście powstały świątynie poświęcone greckim bogom: Zeusowi, Herze, Apollinowi, Afrodycie i najważniejsze sanktuarium Hellenion. Hellenion zostało zbudowane przy pomocy greckich polis – m.in. Rodosu, Halikarnasu, Knidos, Chios, Teos, Fokai. W Naukratis, w czasie swojej podróży po Egipcie, przebywał Herodot, który wspomina o nim w swoich Dziejach, i zapewne grecki prawodawca Solon. W Naukratis urodził się Atenajos.
Miasto zostało odkryte w 1884 przez archeologa W.M. Flindersa Petrie. W toku wykopalisk archeologicznych odkryto resztki kilku świątyń, domów, rzeźby z okresu faraonów XXVI dyn. (VII–VI w. p.n.e.) oraz wiele ceramiki, z wyrobu której Naukratis był słynny.